# Греко-римская борьба на летних Олимпийских играх 1924 — до 58 кг
Соревнования по греко-римской борьбе в рамках Олимпийских игр 1924 года в легчайшем весе (до 58 килограммов) прошли в Париже с 6 по 10 июля 1924 года в Winter Velodrome. 
Для участия в соревнованиях заявились 44 спортсмена из 17 стран. Однако от каждой страны мог принять участие лишь два представителя, поэтому с учётом неявившихся титул разыгрывался между 25 борцами. Самым молодым участником был Мазхар Чакин (17 лет), самым возрастным участником Йоханнес ван Маарен (34 года). 
Турнир проводился по системе с выбыванием после двух поражений. Тот круг, в котором число оставшихся борцов становилось меньше количества призовых мест, объявлялся финальным, и у борцов, участвующих в таком круге, после его проведения подсчитывалось количество побед и поражений, в зависимости от чего распределялись места. Если количество побед и поражений было одинаковым, то предпочтение отдавалось тому борцу, кто одержал больше чистых побед. Если же и их число было одинаковым, тогда предпочтение отдавалось тому борцу, кто достигал этих побед быстрее.   
Это были первые Олимпийские игры, в которых проводились соревнования в легчайшем весе. Среди претендентов на золотую медаль рассматривались Фритьоф Свенссон, чемпион мира 1922 года, и Эдуард Пютсеп, серебряный призёр того же чемпионата. Однако Свенссон предпочёл выступать в полулёгком весе, в результате чего остался один фаворит — Пютсеп. Он оправдал ожидания, победив в шести встречах и не проиграв ни в одной. Второе место досталось Ансельму Альфорсу, который во встрече за «серебро» победил соотечественника Вяйнё Иконена. Ещё один финалист, Зигфрид Ханссон, остался за чертой призёров, поскольку при равном в сравнении с Иконеном количестве поражений, у него было на одну победу меньше, так как один из кругов он пропускал по жребию. 

## Призовые места
- Эдуард Пютсеп
- Ансельм Альфорс
- Вяйнё Иконен

## Первый круг
| Участник 1          | Результат  | Участник 2       |
| ------------------- | ---------- | ---------------- |
| Арманд Мадьяр       | По очкам   | Арвид Ёстман     |
| Йоханесс ван Маарен | По очкам   | Альберт Криевс   |
| Свен Мартинсен      | По очкам   | Гергиос Зервинис |
| Анри Дьерикс        | По очкам   | Херман Андерсен  |
| Адольф Хершманн     | По очкам   | Мазхар Чакин     |
| Георг Гундерсен     | Туше 9:50  | Ян Боздех        |
| Рагнальд Олсен      | По очкам   | Карло Понте      |
| Тео Квени           | Туше 15:20 | Антонин Скоповый |
| Эдуард Пютсеп       | Туше 4:00  | Пьер Слок        |
| Вяйнё Иконен        | По очкам   | Джованни Гоцци   |
| Антон Коолман       | Туше 13:10 | Жорж Аппружез    |
| Ансельм Альфорс     | По очкам   | Зигфрид Ханссон  |
| Йожеф Ташняди       | Пропускал  |                  |

## Второй круг
| Участник 1          | Результат  | Участник 2       |
| ------------------- | ---------- | ---------------- |
| Йожеф Ташняди       | По очкам   | Арвид Ёстман     |
| Арманд Мадьяр       | По очкам   | Альберт Криевс   |
| Йоханесс ван Маарен | По очкам   | Гергиос Зервинис |
| Свен Мартинсен      | По очкам   | Херман Андерсен  |
| Анри Дьерикс        | Туше 11:17 | Мазхар Чакин     |
| Адольф Хершманн     | Неявка     | Георг Гундерсен  |
| Ян Боздех           | По очкам   | Карло Понте      |
| Антонин Скоповый    | По очкам   | Рагнальд Олсен   |
| Тео Квени           | По очкам   | Пьер Слок        |
| Эдуард Пютсеп       | По очкам   | Вяйнё Иконен     |
| Джованни Гоцци      | По очкам   | Антон Коолман    |
| Ансельм Альфорс     | Туше 8:18  | Жорж Аппружез    |
| Зигфрид Ханссон     | Пропускал  |                  |
|                     |            |                  |

## Третий круг
| Участник 1      | Результат | Участник 2          |
| --------------- | --------- | ------------------- |
| Зигфрид Ханссон | По очкам  | Арманд Мадьяр       |
| Йожеф Ташняди   | По очкам  | Йоханесс ван Маарен |
| Анри Дьерикс    | По очкам  | Свен Мартинсен      |
| Адольф Хершманн | По очкам  | Ян Боздех           |
| Рагнальд Олсен  | Туше 1:00 | Тео Квени           |
| Эдуард Пютсеп   | По очкам  | Антонин Скоповый    |
| Вяйнё Иконен    | По очкам  | Антон Коолман       |
| Ансельм Альфорс | По очкам  | Джованни Гоцци      |

## Четвёртый круг
| Участник 1      | Результат  | Участник 2          |
| --------------- | ---------- | ------------------- |
| Арманд Мадьяр   | По очкам   | Йоханесс ван Маарен |
| Зигфрид Ханссон | По очкам   | Йожеф Ташняди       |
| Вяйнё Иконен    | По очкам   | Свен Мартинсен      |
| Рагнальд Олсен  | Туше 14:33 | Анри Дьерикс        |
| Адольф Хершманн | Туше 5:26  | Тео Квени           |
| Эдуард Пютсеп   | Туше 16:00 | Ансельм Альфорс     |

## Пятый круг
| Участник 1      | Результат | Участник 2      |
| --------------- | --------- | --------------- |
| Зигфрид Ханссон | По очкам  | Адольф Хершманн |
| Ансельм Альфорс | По очкам  | Йожеф Ташняди   |
| Эдуард Пютсеп   | По очкам  | Арманд Мадьяр   |
| Вяйнё Иконен    | По очкам  | Рагнальд Олсен  |

## Финальный круг
| Победы | Поражения | Участник 1      | Результат | Участник 2      | Победы | Поражения |
| ------ | --------- | --------------- | --------- | --------------- | ------ | --------- |
| 6      | 0         | Эдуард Пютсеп   | По очкам  | Зигфрид Ханссон | 3      | 2         |
| 5      | 1         | Ансельм Альфорс | По очкам  | Вяйнё Иконен    | 4      | 2         |

Адольф Хершманн отказался от выступления.